# Джон Темпеста
Джон Темпеста (англ. John Tempesta) — американський барабанщик, відомий своєю роботою з Exodus, Testament, White Zombie, The Cult. У нього є брат, гітарист Майк Темпеста, з яким вони працювали у кількох проектах.

## Біографія
Джон Темпеста народився 26 вересня 1964 у Бронксі, Нью-Йорк.
Джон Темпеста грав з кількома гуртами, включаючи Exodus, Testament і White Zombie.
Він співпрацював із колишнім вокалістом гурту White Zombie Робом Зомбі (Rob Zombie).
Також він співпрацював з барабанщиком і гітаристом гурту Anthrax Чарлі Бенанте (Charlie Benante).
У гурту Anthrax є жартівлива пісня «Friggin' in the Riggin'» про учасників гурту, серед інших згадується і Джон Темпеста (міні-альбом Penikufesin 1989 року).
Крім того, він також грав роль «Нелюдини» під час ранніх концертів Anthrax, кадри з яких можна побачити в музичному відео «Antisocial».
У 1997 році Джон Темпеста недовго працював барабанщиком у гурті Prong, перш ніж вони розпалися пізніше того ж року.
У 2000 році він брав участь у записі пісні «Meat» із однойменного сольного альбому Тоні Айоммі.
У 2004–2005 роках Джон Темпеста грав із гуртом Helmet.
У жовтні 2004 року він записується з гуртом Scum of the Earth. Склад Scum of the Earth: Джон Темпеста; Майк Темпеста (Mike Tempesta) (Powerman 5000); Майк Ріггс (Mike Riggs); Джон Долмаян (John Dolmayan) (System of a Down); Seven; Клей Кемпбелл (Clay Campbell).
Вони випустили альбом Blah... Blah... Blah... Love Songs for the New Millennium, який нагадує звучання гурту White Zombie, альбом продюсував Бен Буркхардт (Ben Burkhardt), запис виконувався в рекорд-студії Belt of Orion Recording у Голлівуді.
У лютому 2006 року Джон Темпеста приєднався до гурту The Cult.

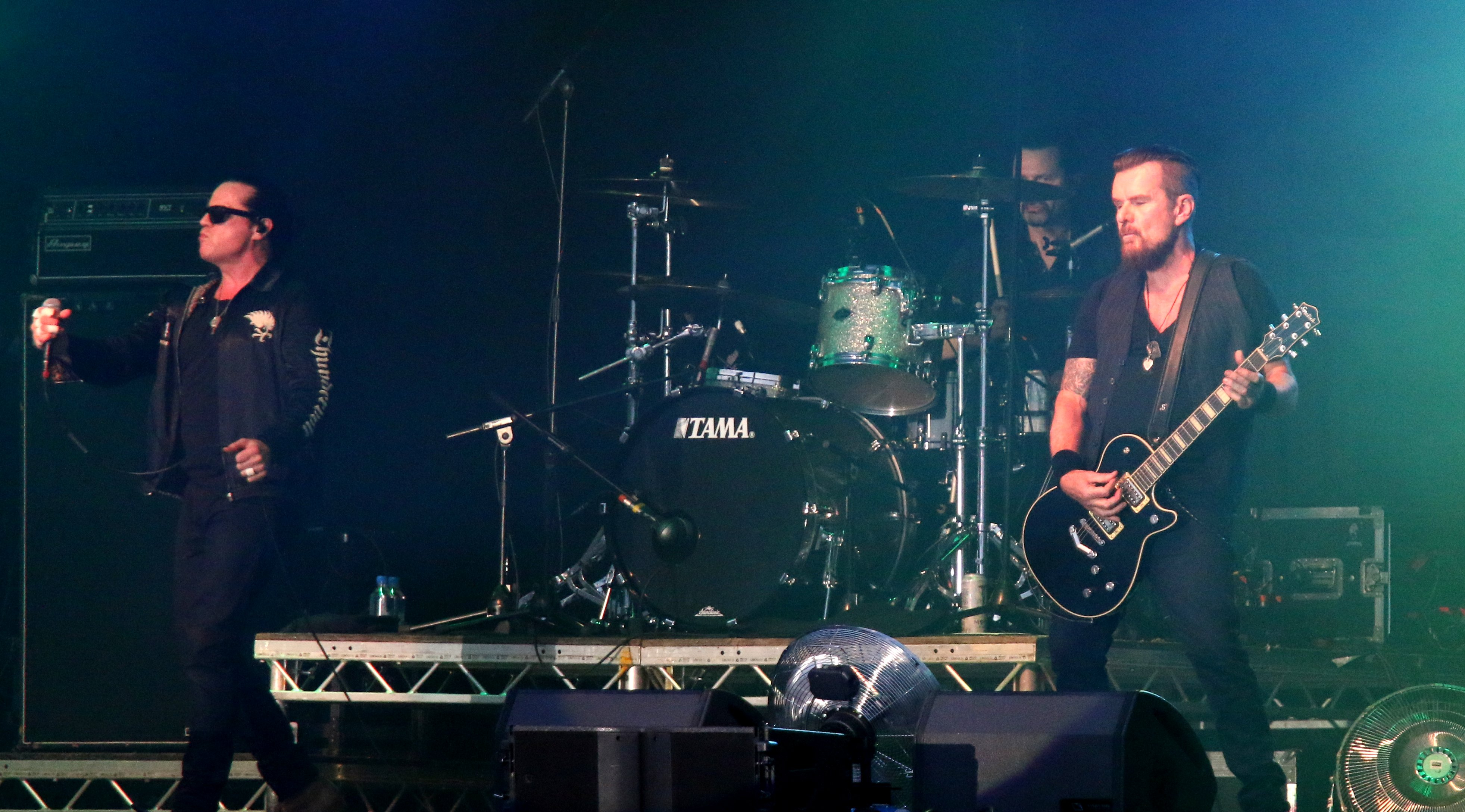
Темпеста (посередині) виступає з The Cult у 2011 році

У квітні 2011 року він записав барабанні семпли та MIDI- груви для розширення Toontrack до програмного забезпечення для емуляції барабанів EZdrummer під назвою Metal Machine EZX.
15 липня 2013 року Темпеста закінчив свої записи барабанів для проекту Temple of the Black Moon, проекту за участю відомих виконавців різних жанрів металу. Інші учасники: Dani Filth, Rob Caggiano, King Ov Hell.
У тому ж році він грав на барабанах в альбомі гурту Emphatic Another Life.
У 2015 році Джон Темпеста брав участь у одноразовому проекті Motor Sister. Річ у тому, що Scott Ian (гітарист гурту Anthrax) був давнім фанатом гурту Mother Superior і на святкуванні 50-річчя, захотів знову вживу почути гру Mother Superior, підібрати улюблені пісні, зібрати хлопців і провести міні-концерт удома.
У результаті утворився гурт Motor Sister, у такому складі: Pearl Aday (вокал); Scott Ian (гітарист); Jim Wilson (гітарист/вокаліст); Joey Vera (басист) (Fates Warning, Armored Saint); John Tempesta (барабанщик) (The Cult, Exodus, Testament, White Zombie).
2015 році гурт Motor Sister перезаписав дванадцять пісень і випустив альбом Ride.

## Дискографія

### Разом з Exodus
- Impact is Imminent (1990)
- Good Friendly Violent Fun (1991)
- Force of Habit (1992)

### Разом з Testament
- Low (1994)
- First Strike Still Deadly (2001)
- Live in London (2005)

### Разом з White Zombie
- Astro Creep: 2000 (1995)

### Разом з Rob Zombie
- Hellbilly Deluxe (1998)
- The Sinister Urge (2001)
- Past, Present &amp; Future (2003)
- The Best of Rob Zombie (2006)

### Разом з Helmet
- Size Matters (2004)

### Разом з Scum of the Earth
- Blah...Blah...Blah...Love Songs for the New Millennium (2004)

### Разом з The Cult
- Born into This (2007)
- Capsule EPs (2010)
- Choice of Weapon (2012)
- Hidden City (2016)

### Разом з Emphatic
- Another Life (2013)

### Разом з Motor Sister
- Ride (2015)